# Криж (Требнє)
Криж (словен. Križ) — поселення в общині Требнє, регіон Південно-Східна Словенія, Словенія.